# Duthiea
Duthiea  Hack. é um género botânico pertencente à família Poaceae, subfamília Pooideae, tribo Aveneae.
Suas espécies ocorrem nas regiões temperadas e tropicais da Ásia.

## Espécies
- Duthiea brachypodium (P. Candargy) Keng & Keng f.
- Duthiea bromoides Hack.
- Duthiea dura (Keng) Keng
- Duthiea macrocarpa (Stedje) F.Speta
- Duthiea nepalensis Bor
- Duthiea noctiflora (Batt. & Trab.) F.Speta
- Duthiea oligostachya (Munro) Stapf
- Duthiea senegalensis (Kunth) F.Speta